# 三浦 (津山市)
三浦（みうら）は、岡山県津山市にある地名。郵便番号は708-1101。

## 地理
加茂川の東、津川川の南に位置する。北は津川川を挟み加茂町下津川、東は奥津川、西は吉見、南は妙原、新野山形に接する。津山市編入前は津川原（つがわはら）と呼ばれていた。

### 河川
- 加茂川
- 津川川

## 歴史

### 沿革
- 1871年8月29日（明治4年7月14日） - 廃藩置県により、勝北郡津川原村が津山県の管轄となる。
- 1871年12月26日（明治4年11月15日） - 第1次府県統合により、津川原村が北条県の管轄となる。
- 1873年5月26日-30日 - 美作騒擾で津川原村が最大の被害（津川原村事件）[4]。推定戸数100余戸の大半が焼亡[4]。推定人口約400人のうち、死者18人、負傷者11人[4]。
- 1876年4月18日 - 第2次府県統合により、津川原村が岡山県の管轄となる。
- 1889年6月1日 - 町村制施行により、勝北郡津川原村が同郡堀坂村、妙原村と合併、滝尾村となり、津川原村は大字津川原となる。
- 1900年4月1日 - 勝北郡が勝南郡と合併し、勝田郡となる。
- 1954年7月1日 - 滝尾村が周辺の村とともに津山市に編入され、大字津川原は三浦と改称。

## 世帯数と人口
2021年（令和3年）1月1日現在の世帯数と人口は以下の通りである。
| 町丁 | 世帯数 | 人口  |
| ---- | ------ | ----- |
| 三浦 | 91世帯 | 194人 |

## 小・中学校の学区
市立小・中学校に通う場合、学区は以下の通りとなる。
| 番地 | 小学校             | 中学校               |
| ---- | ------------------ | -------------------- |
| 全域 | 津山市立清泉小学校 | 津山市立津山東中学校 |

## 交通

### 鉄道
- JR西日本因美線三浦駅

### 道路
- 岡山県道6号津山智頭八東線
- 岡山県道450号三浦勝北線

## 施設
- 津山市清泉公民館三浦分館
- 三浦神社

## 名所・旧跡
- 宰務家のヒイラギ（市指定天然記念物）[6]

## 出身人物
- 宰務剛兵[7]（木材薪炭材商、醸造家、政治家）